# Rijstrat
De rijstrat (Oryzomys palustris)  is een zoogdier uit de familie van de Cricetidae. De wetenschappelijke naam van de soort werd voor het eerst geldig gepubliceerd door Harlan in 1837.

## Voorkomen
De soort komt voor in de Verenigde Staten.